# Oberarzt Dr. Monet
Oberarzt Dr. Monet ist ein US-amerikanisches Filmdrama aus dem Jahr 1935. Das Drehbuch basiert auf dem gleichnamigen Roman von Phyllis Bottome.

## Handlung
Das Brentwood Hospital ist eine Einrichtung für geistig Erkrankte. Die Ärzte Dr. Jane Everest und Dr. Alex McGregor machen große Fortschritte in der Behandlung der Patienten durch besondere Freundlichkeit. McGregor wird bei der Beförderung zum Anstaltsleiter jedoch übergangen. An seiner Stelle wird der Frauenhasser Dr. Charles Monet zum Leiter ernannt. Als Erstes trennt er das erfolgreiche Team Everest-McGregor, indem er Dr. Everest niedere Arbeiten zuteilt. Dr. Monets Schwester Claire fängt an, mit McGregor zu flirten.
Als der Patient Jerry wegen eines Fehlers der Oberschwester einen Tobsuchtsanfall erleidet, versucht Dr. Monet, ihn mit Gewalt ruhigzustellen. Dabei wird ihm das Handgelenk gebrochen. Dr. Everest beruhigt Jerry mit freundlichen Worten und bleibt unverletzt. Sie beschuldigt Dr. Monet, kein Gefühl für die Patienten zu haben. Monet sieht seinen Fehler ein und entlässt die Oberschwester, die den Fehler begangen hat. Bevor sie geht, identifiziert sie Claire als Claire Campbell, die wegen Mordes an ihrem Ehemann angeklagt war, aber freigesprochen wurde. Monet, der beste Freund des Ehemannes, war Zeuge der Anklage. Die Oberschwester erzählt McGregor, sie müsse gehen, weil sie zu viel über Claires Vergangenheit wisse. Dr. Everest ist bereit, sie in der Anstalt zu lassen, wenn sie sich von nun an genau an die Anweisungen halten werde.
Dr. McGregors Frau Sally stört sich an der Aufmerksamkeit, die ihr Mann Claire zuteilwerden lässt. Sie erzählt Dr. Everest, dass sie schwanger sei und dass sich ihr Mann sehr verändert habe. Die Ärztin glaubt, McGregor benutze Claire als Rache gegen Monet. Sie erklärt die Situation ihrem Kollegen Dr. Arnold, der den Schluss zieht, dass sie in Monet verliebt sei. Dr. Everest streitet es aber vehement ab. Sie hält sich an einem Stoffhasen fest, den ihr ihr Ex-Freund Michael geschenkt hat. Sally hat indessen die junge Patientin Carrie Flint zu Gast, die genau wie sie selbst als Kind missbraucht wurde. Doch Sally kann Carrie nicht helfen.
In der Nacht gibt es einen Sturm. Sally wartet auf ihren Mann, der sich mit Claire getroffen hat. Sally hört ihren Namen und stürzt die Treppe hinunter. Zur gleichen Zeit sucht Dr. Everest Monet auf, um mit ihm zu sprechen. Sie unterhalten sich über Carrie, die die Ehe von Dr. McGregor und seiner Frau zerstört. Die beiden geraten in Streit, werden aber zu den McGregors gerufen. Sie finden Sally, die sich im Delirium befindet und sich für Carrie Flint hält. Sie bringen sie zur Anstalt, wo sie operiert werden soll. McGregor wacht danach an ihrem Bett.
Am nächsten Morgen versucht Monet, seine Schwester zur Selbstständigkeit zu bringen. McGregor erfährt, dass Jane Everest die Anstalt verlassen will. Er versucht, sie umzustimmen. Monet erklärt ihr, sie lebe in einer Geisterwelt mit einem imaginären Liebhaber. Dann gesteht er ihr seine Liebe. Sie lässt den Stoffhasen fallen und umarmt Monet.

## Kritik
Mordaunt Hall von der New York Times befand, trotz der bizarren Ausstattung sei die Geschichte als Film weniger bewundernswert als der Roman.
Die Variety schrieb, Gregory La Cava habe eine sehr sensible Umsetzung des Romans abgeliefert, Lynn Starling sollte für die Adaption mit Blumen bedacht werden.
Dave Kehr vom „Chicago Reader“ hält den Film für einen Schmachtfetzen voller unüblichem Ernst und Gewicht.

## Auszeichnungen
Der Film ging in die Oscarverleihung 1936 mit einer Nominierung in der Kategorie
- Beste Hauptdarstellerin - Claudette Colbert.

## Hintergrund
Die Uraufführung fand am 9. März 1935 statt. Die deutsche Erstaufführung erfolgte am 3. Oktober 1935 im Berliner Marmorhaus.
Der Film gilt als der erste, der das Thema der Patientenbehandlung in psychiatrischen Anstalten aufgreift.
Der Film ist einer von über 700 Produktionen der Paramount Pictures, die zwischen 1929 und 1949 gedreht wurden, und deren Fernsehrechte 1958 an Universal Pictures verkauft wurden.